# 提摩西·荷頓
提摩西·荷頓（英語：Timothy Tarquin Hutton，1960年8月16日—）是美國的一位演員和導演。他是奧斯卡獎史上最年輕的奧斯卡最佳男配角獎獲得者，在他20歲時就憑藉《凡夫俗子》中的Conrad Jarrett角色獲獎